# Kawama (Kitwe)
Kawama è un ward dello Zambia, parte della Provincia di Copperbelt e del Distretto di Kitwe.